# Ulrich Wilhelm Paetzold
Ulrich Wilhelm Paetzold (* 1. Oktober 1982 in Lingen) ist ein deutscher Physiker im Fachgebiet der Photovoltaik und Universitätsprofessor der Fakultät für Elektrotechnik und Informationstechnik am Karlsruher Institut für Technologie (KIT). Er leitet Abteilungen am Institut für Mikrostrukturtechnik und am Lichttechnischen Institut des KIT.

## Werdegang
Nach dem Abitur am Gymnasium Nepomucenum Rietberg und dem Zivildienst in der brasilianischen NGO AVICRES begann Paetzold im Jahr 2003 das Studium der Physik an der RWTH Aachen University, welches er 2009 abschloss. Parallel zum Studium an der RWTH Aachen und der folgenden Promotion absolvierte Paetzold einen interdisziplinären Master of Science im Fachgebiet „Industrial Ecology“ an der Chalmers University of Technology in Göteborg (Schweden), den er im Jahr 2011 abschloss. Von 2009 bis 2013 war er war Doktorand am Forschungszentrum Jülich und promovierte an der Fakultät für Mathematik, Informatik und Naturwissenschaften der RWTH Aachen University (Gutachter: Uwe Rau und Gero von Plessen). Seine Dissertation befasst sich mit nanophotonischen Konzepten zur Verbesserung der Lichtabsorption in Dünnschicht-Silizium-Solarzellen und trägt den Titel „Light Trapping with Plasmonic Back Contacts in Thin-Film Silicon Solar Cells“. Nachdem er für ein weiteres Jahr als Postdoktorand am Forschungszentrum Jülich die Grundlagen der Optik und des nanophotontischen Lichtmangements in Solarzellen erforschte, wechselte Paetzold im Jahr 2014 zunächst als DAAD-Stipendiat und später als angestellter Wissenschaftler an das imec in Leuven (Belgien).
Im Jahr 2016 erhielt Paetzold eine Förderung für Nachwuchswissenschaftler durch die Helmholtz Gemeinschaft zur Etablierung einer eigenständigen Forschungsgruppe am Karlsruher Institut für Technologie. Im März 2021 wurde Paetzold auf die Tenure-Track-Professur mit der Denomination Next Generation Photovoltaics berufen. Die Forschung seines Teams fokussiert sich auf die Herstellung, Skalierung, Charakterisierung und das Verständnis der Perowskit-Photovoltaik und im Speziellen der Perowskit-basierten Tandem-Photovoltaik. Seit Mai 2024 ist Paetzold Universitätsprofessor an der Fakultät für Elektrotechnik und Informationstechnik am Karlsruher Institut für Technologie (KIT).
Seit Februar 2023 ist Paetzold Mitglied im Aufsichtsrat der BürgerEnergie Karlsruhe eG i.G.

### Lehre
Paetzold hält am KIT die Vorlesungen „Solar Energy“, sowie „Fabrication and Characterization of Optoelectronic Devices“. Er verantwortet zudem Laborpraktika zum Thema „Solar Energy“, sowie das Seminar „Novel Concepts for Solar Energy Harvesting“.

### Auszeichnungen
Ulrich W. Paetzold war DAAD-Stipendiat (2014) und erhielt den HITEC Communicator Award (2013). Er nahm am Lindau Nobel Laureate Meeting 2012 teil und wurde für seine Leistungen im Physikstudium an der RWTH Aachen mit der Springorum-Denkmünze (2010) und dem Schöneborn-Preis (2010) ausgezeichnet. Anfang 2023 wurde Ulrich W. Paetzold vom Europäischen Forschungsrat (ERC) mit dem renommierten ERC Consolidator Grant für das Projekt „LAMI-PERO“ ausgezeichnet.

### Werke
Paetzold hat über 200 Zeitschriftenveröffentlichungen und mehrere Patente veröffentlicht. Seine wissenschaftlichen Artikel wurden laut Google Scholar bereits über 10.000 mal zitiert (Stand Dezember 2024). 2019 stellte seine Forschungsgruppe einen Weltrekord für die höchste Leerlaufspannung von Perowskit-Solarzellen auf und veröffentlichte die Ergebnisse in Advance Energy Materials. Mit über 400 Zitaten zählt es zu einem der meistzitierten Paper des Journals. Im Jahr 2022 veröffentlichte sein Team das weltweit erste Perowskit-Perowskit Tandem-Solarmodul. Zudem hält seine Gruppe mit 21,6 % den Weltrekord für den höchsten Wirkungsgrad einer tintenstrahlgedruckten Perowskitsolarzelle (nur Absorber) und mit 17,2 % den Effizienzweltrekord für die vollständig mittels Tintenstrahldruck hergestellte Perowskitsolarzelle. Nationale und internationale Medien berichteten über Paetzolds Forschungsergebnisse.